# Silvia Hollmann
Silvia Hollmann, po mężu Nickisch i Schiek (ur. 13 maja 1955 w Menden) – niemiecka lekkoatletka, sprinterka i płotkarka. W czasie swojej kariery startowała w barwach Republiki Federalnej Niemiec.
Zdobyła srebrny medal w sztafecie 4 × 2 okrążenia (w składzie: Elke Barth, Brigitte Koczelnik, Hollmann i Rita Wilden) na halowych mistrzostwach Europy w 1975 w Katowicach. Odpadła w ćwierćfinale biegu na 400 metrów na igrzyskach olimpijskich w 1976 w Montrealu.
Zdobyła srebrny medal w biegu na 400 metrów przez płotki (przegrywając jedynie z Tatjaną Zielencową ze Związku Radzieckiego, a wyprzedzając Karin Roßley z Niemieckiej Republiki Demokratycznej) oraz zajęła 5. miejsce w sztafecie 4 × 400 metrów na mistrzostwach Europy w 1978 w Pradze.
Była mistrzynią RFN w biegu na 400 metrów przez płotki w latach 1976 i 1978–1980, wicemistrzynią w tej konkurencji w 1977 oraz brązową medalistką w 1975 i 1981 oraz brązową medalistką w biegu na 400 metrów w 1978, a także mistrzynią w sztafecie 4 × 100 metrów w 1974, 1976 i 1978. W hali była brązową medalistką w biegu na 400 metrów w 1975 oraz mistrzynią w biegu sztafetowym w 1977.
Dwukrotnie poprawiała rekord RFN w biegu na 400 metrów przez płotki do rezultatu 55,14 s, osiągniętego 2 września 1978 w Pradze.